# Berd’huis
Berd’huis település Franciaországban, Orne megyében. Lakosainak száma 1094 fő (2022. január 1.). Berd’huis Nogent-le-Rotrou, Perche en Nocé és Saint-Hilaire-sur-Erre községekkel határos.

## Népesség
A település népességének változása:
| Lakosok száma | 1073 | 1083 | 1127 | 1111 | 1103 | 1096 | 1088 | 1094 | 1094 |
|               | 2013 | 2015 | 2016 | 2017 | 2018 | 2019 | 2020 | 2021 | 2022 |